# 腓力一世 (波美拉尼亞)
腓力一世（德語：Philipp I，1515年5月14日—1560年2月14日），波美拉尼亞公爵，1531年至1560年在位。

## 家庭
1536年，腓力一世與薩克森選侯約翰·腓特烈一世的妹妹瑪麗亞結婚，兩人共有5子1女：
1. 揚·腓特烈（1542年—1600年）
2. 波吉斯瓦夫（1544年—1606年）
3. 恩斯特·路德維克（1545年—1592年）
4. 巴爾寧十世（英语：Barnim X, Duke of Pomerania）（1549年—1603年）
5. 瑪格莎塔（波兰语：Małgorzata pomorska (1553–1581)）（1553年—1581年）
6. 卡齊米日六世（英语：Casimir VI, Duke of Pomerania）（1557年—1605年）